# Peel District School Board
La Peel District School Board è un distretto scolastico situato nella municipalità Regionale di Peel, Ontario, Canada (Brampton, Caledon, Mississauga).
Il sistema scolastico copre un'area di 1.254 km², nel settembre 2010 si contavano 233 scuole, di cui 196 erano scuole elementari, il numero complessivo di studenti nel 2005 era di 145.000.